# Epinephelus striatus
Mérou rayé, Mérou de Nassau
Espèce
Statut de conservation UICN

 CR A4bd : 
En danger critique

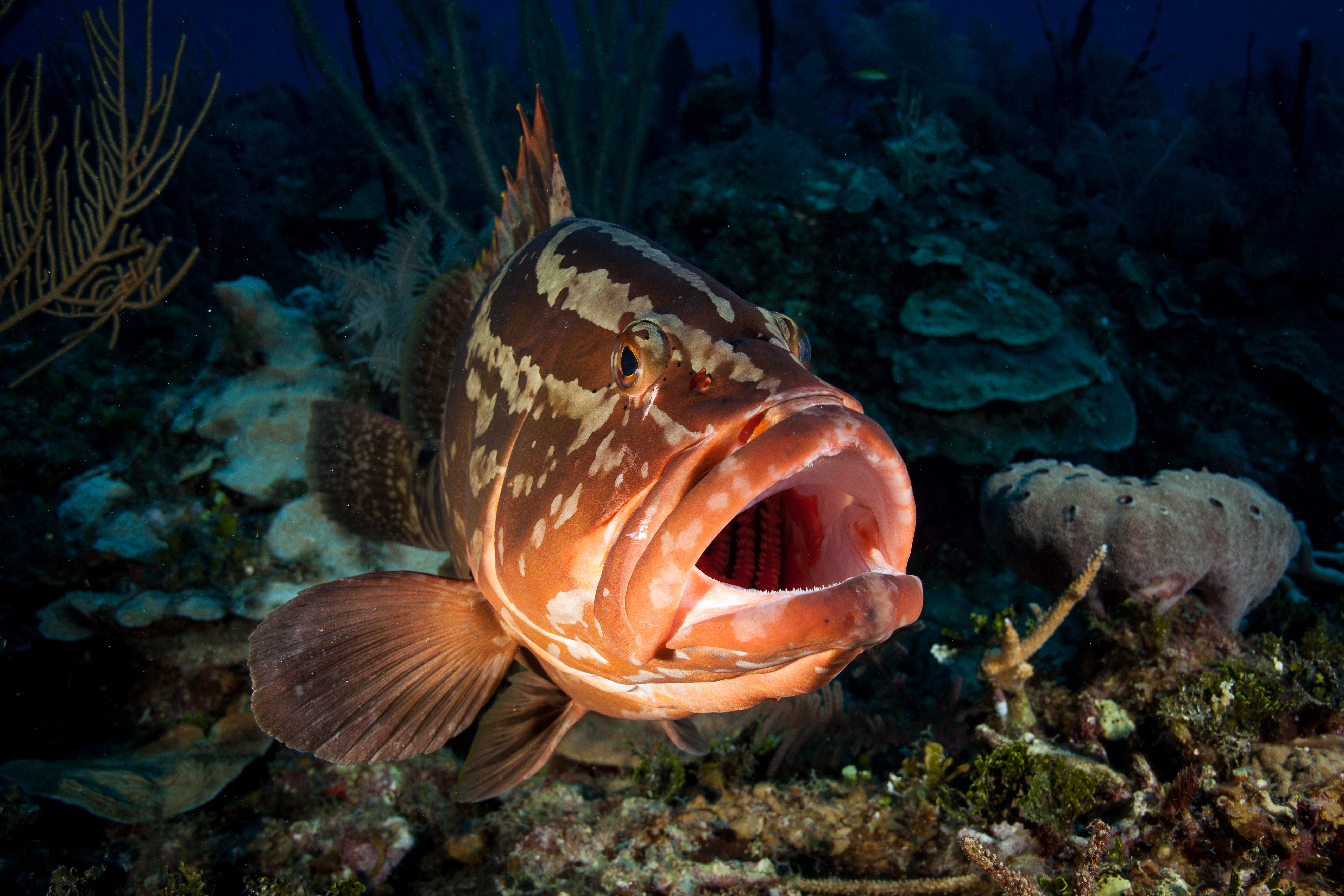
Un spécimen d’Epinephelus striatus (Cuba, août 2017).

Epinephelus striatus, communément nommé Mérou rayé ou Mérou de Nassau, est une espèce de poissons marins de la famille des Serranidae.
Le Mérou rayé est présent dans les eaux tropicales de l'Océan Atlantique occidental soit aux Bahamas, en Floride, aux Bermudes, la Péninsule du Yucatan, dans la Mer des Caraïbes. Il est toutefois absent du Golfe du Mexique.
Il peut atteindre une taille de 122 cm de long.

## Menaces et conservation
L'UICN (24 février 2023) classe l'espèce en catégorie CR (en danger critique) dans la liste rouge des espèces menacées depuis 2018. Victime de la surpêche, le mérou rayé a vu sa population décliner de 60 % en 1980 et 2016.